# Olympique Lyonnais 2016-2017 (femminile)
Questa voce raccoglie le informazioni riguardanti la squadra femminile dell'Olympique Lione nelle competizioni ufficiali della stagione 2016-2017.

## Stagione

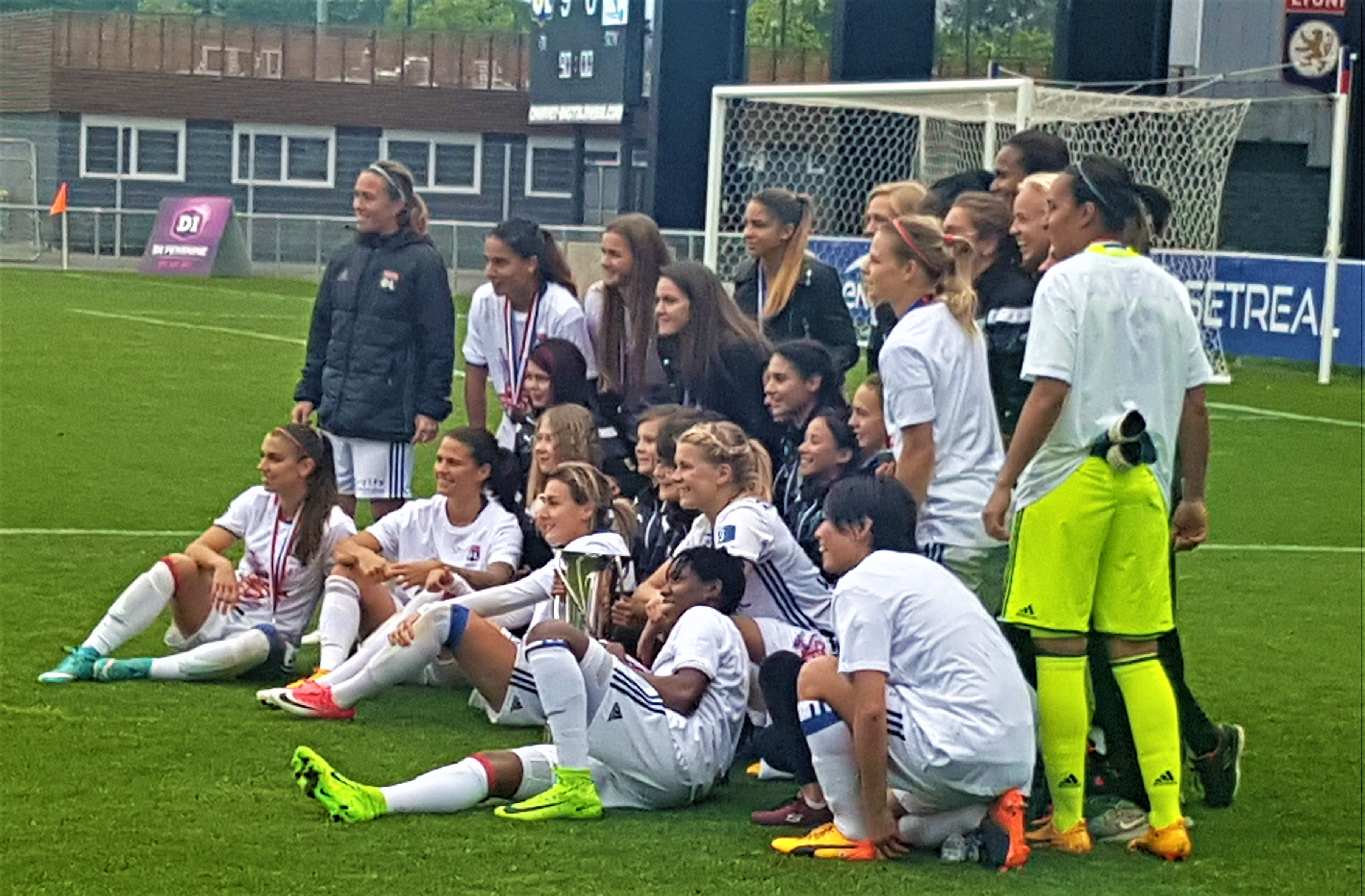
Celebrazioni per la conquista del campionato francese.

La stagione 2016-2017 della squadra femminile dell'Olympique Lione è partita con le partenze di calciatrici quali Amandine Henry e Lotta Schelin, più il ritiro dall'attività agonistica di Louisa Nécib. Per coprire i ruoli scoperti sono state messe sotto contratto Dzsenifer Marozsán dall'1. FFC Francoforte e Caroline Seger dal Paris Saint-Germain. Inoltre, con l'avvio della stagione è stato inaugurato il Groupama OL Training Center, il nuovo campo da gioco per la sezione femminile dell'OL.
In campionato l'Olympique Lione ha vinto il suo quindicesimo titolo, l'undicesimo consecutivo. Il campionato è stato concluso con 63 punti, frutto di 21 vittorie, nessun pareggio e una sola sconfitta. La squadra è arrivata in finale di Coppa di Francia, superando il Paris Saint-Germain dopo i tiri di rigore e vincendo la sua nona coppa nazionale.
Il 1º giugno 2017 l'Olympique Lione ha vinto la UEFA Women's Champions League per la quarta volta nella sua storia, seconda consecutiva, battendo in finale le connazionali del Paris Saint-Germain dopo i tiri di rigore, essendo i tempi regolamentari e supplementari finiti a reti inviolate. Il cammino in coppa è stato contrassegnato da 6 vittorie e due sconfitte nelle gare di ritorno dei quarti di finale e delle semifinali, entrambe giocate in casa.

## Divise e sponsor
Le tenute di gioco sono le stesse dell'Olympique Lione maschile.
| Casa | Trasferta | Terza divisa |

## Organigramma societario
Area tecnica
- Allenatore: Gérard Prêcheur
- Vice allenatore: Yoann Vivier
- Preparatore dei portieri: Yoann Vivier
- Preparatore atletico: Nicolas Piresse
- Medico sociale: Jean-François Luciani
- Fisioterapista: Yannick Millet, Anastasia Panossian

## Rosa
| N. |                          | Ruolo | Calciatrice               |
| -- | ------------------------ | ----- | ------------------------- |
| 1  | Nuova Zelanda (bandiera) | P     | Erin Nayler               |
| 2  | Francia (bandiera)       | C     | Kenza Dali                |
| 3  | Francia (bandiera)       | D     | Wendie Renard (capitano)  |
| 4  | Francia (bandiera)       | D     | Julie Marichaud           |
| 5  | Giappone (bandiera)      | D     | Saki Kumagai              |
| 6  | Norvegia (bandiera)      | A     | Andrea Norheim            |
| 7  | Francia (bandiera)       | D     | Amel Majri                |
| 8  | Francia (bandiera)       | A     | Jessica Houara-d'Hommeaux |
| 9  | Francia (bandiera)       | A     | Eugénie Le Sommer         |
| 10 | Germania (bandiera)      | C     | Dzsenifer Marozsán        |
| 11 | Francia (bandiera)       | C     | Kheira Hamraoui           |
| 12 | Francia (bandiera)       | A     | Élodie Thomis             |
| 13 | Stati Uniti (bandiera)   | A     | Alex Morgan               |
| 14 | Norvegia (bandiera)      | A     | Ada Hegerberg             |

| N. |                     | Ruolo | Calciatrice         |
| -- | ------------------- | ----- | ------------------- |
| 15 | Francia (bandiera)  | C     | Aurélie Kaci        |
| 16 | Francia (bandiera)  | P     | Sarah Bouhaddi      |
| 17 | Francia (bandiera)  | D     | Corine Petit        |
| 18 | Francia (bandiera)  | C     | Claire Lavogez      |
| 20 | Francia (bandiera)  | A     | Delphine Cascarino  |
| 21 | Canada (bandiera)   | D     | Kadeisha Buchanan   |
| 22 | Germania (bandiera) | A     | Pauline Bremer      |
| 23 | Francia (bandiera)  | C     | Camille Abily       |
| 24 | Francia (bandiera)  | A     | Mylaine Tarrieu     |
| 25 | Francia (bandiera)  | D     | Julie Piga          |
| 26 | Germania (bandiera) | D     | Josephine Henning   |
| 27 | Svezia (bandiera)   | C     | Caroline Seger      |
| 29 | Francia (bandiera)  | D     | Griedge Mbock Bathy |
| 30 | Francia (bandiera)  | P     | Méline Gérard       |

## Calciomercato

### Sessione estiva
| Acquisti | Acquisti           | Acquisti            | Acquisti   |
| R.       | Nome               | da                  | Modalità   |
| -------- | ------------------ | ------------------- | ---------- |
| P        | Erin Nayler        | Sky Blue            | definitivo |
| C        | Kenza Dali         | Paris Saint-Germain | definitivo |
| C        | Kheira Hamraoui    | Paris Saint-Germain | definitivo |
| C        | Dzsenifer Marozsán | 1. FFC Francoforte  | definitivo |
| C        | Caroline Seger     | Paris Saint-Germain | definitivo |
| A        | Jessica Houara     | Paris Saint-Germain | definitivo |
| A        | Andrea Norheim     | Klepp               | definitivo |

| Cessioni | Cessioni           | Cessioni            | Cessioni      |
| R.       | Nome               | a                   | Modalità      |
| -------- | ------------------ | ------------------- | ------------- |
| P        | Cindy Perrault     | Albi Marssac        | definitivo    |
| D        | Estelle Cascarino  | FCF Juvisy          | definitivo    |
| D        | Ève Périsset       | Paris Saint-Germain | definitivo    |
| D        | Line Røddik Hansen | Barcellona          | definitivo    |
| C        | Maëlle Garbino     | Saint-Étienne       | definitivo    |
| C        | Amandine Henry     | Portland Thorns     | definitivo    |
| C        | Louisa Nécib       |                     | fine carriera |
| A        | Inès Boutaleb      | Olympique Marsiglia | definitivo    |
| A        | Lucie Pingeon      | Saint-Étienne       | definitivo    |
| A        | Lotta Schelin      | Rosengård           | definitivo    |

### Sessione invernale
| Acquisti | Acquisti          | Acquisti        | Acquisti    |
| R.       | Nome              | da              | Modalità    |
| -------- | ----------------- | --------------- | ----------- |
| D        | Kadeisha Buchanan | Vaughan Azzurri | definitivo  |
| D        | Josephine Henning | Arsenal         | definitivo  |
| A        | Alex Morgan       | Orlando Pride   | in prestito |

| Cessioni | Cessioni    | Cessioni | Cessioni    |
| R.       | Nome        | a        | Modalità    |
| -------- | ----------- | -------- | ----------- |
| P        | Erin Nayler | Grenoble | in prestito |
| D        | Julie Piga  | Grenoble | in prestito |

## Risultati

### Division 1

#### Girone di andata
| Arbitro: | Loidon |

|  |           |                                                                             |
|  | Marcatori | 5’, 23’, 35’, 69’, 78’ Le Sommer 37’, 79’ Hegerberg 45’ Tarrieu 81’ Lavogez |

| Arbitro: | Dallongeville |

|                                                            |           |  |
| Marozsán 12’, 70’ Majri 27’ Lavogez 45’ Hegerberg 68’, 75’ | Marcatori |  |

| Arbitro: | Guillemin |

|  |           |                                                        |
|  | Marcatori | 44’ Abily 71’ Hegerberg 82’ Majri 90+1’ (rig.) Kumagai |

| Arbitro: | Maubacq |

|                                                                                       |           |  |
| Majri 14’ Lavogez 21’, 65’ Hegerberg 28’ Mustaki 47’ (aut.) Petit 54’, 60’ Bremer 63’ | Marcatori |  |

| Arbitro: | Coppola |

|            |           |                                                                            |
| Asseyi 75’ | Marcatori | 27’ Abily 32’, 49’ Le Sommer 44’ Hegerberg 63’ Majri 65’ (aut.) Laplacette |

| Arbitro: | Cruchon |

|                                                                                           |           |                |
| Abily 8’, 46’ Majri 11’ Bremer 28’ Kumagai 31’ (rig.) Lavogez 45’ Le Sommer 63’, 82’, 84’ | Marcatori | 65’ Oparanozie |

| Arbitro: | Cruchon |

|  |           |                                                             |
|  | Marcatori | 31’, 45’ Marozsán 56’ Hegerberg 57’ Abily 90’ (rig.) Renard |

| Arbitro: | Dallongeville |

|                                    |           |  |
| Abily 36’ Hegerberg 54’ Renard 87’ | Marcatori |  |

| Arbitro: | Maubacq |

|  |           |           |
|  | Marcatori | 22’ Abily |

| Arbitro: | Bonnin |

|                       |           |            |
| Abily 5’ Le Sommer 7’ | Marcatori | 42’ Dekker |

| Arbitro: | Maubacq |

|           |           |  |
| Delie 83’ | Marcatori |  |

#### Girone di ritorno
| Arbitro: | Bonnin |

|  |           |                                  |
|  | Marcatori | 21’, 26’ Le Sommer 72’ Hegerberg |

| Arbitro: | Guillemin |

|                                                          |           |  |
| Kumagai 28’ (rig.) Abily 37’ Le Sommer 54’ Hegerberg 84’ | Marcatori |  |

| Arbitro: | Dallongeville |

|                                                              |           |                       |
| Majri 5’ Hegerberg 23’, 29’ Kumagai 52’ (rig.) Le Sommer 66’ | Marcatori | 31’ Mateo 80’ Jaurena |

| Arbitro: | Coppola |

|  |           |                            |
|  | Marcatori | 13’, 67’ Renard 26’ Bremer |

| Arbitro: | Cruchon |

|  |           |                                                           |
|  | Marcatori | 4’ (rig.) Kumagai 30’ Hegerberg 39’ Abily 66’, 67’ Morgan |

| Arbitro: | Bagrowski |

|                                                                                      |           |  |
| Hegerberg 37’, 44’ Lavogez 43’ Tarrieu 45’, 48’ Mbock Bathy 62’ Petit 76’ Bremer 80’ | Marcatori |  |

| Arbitro: | Buffart |

|                                                               |           |  |
| Houara 8’, 12’ Mbock Bathy 24’ Le Sommer 49’, 73’ Lavogez 71’ | Marcatori |  |

| Arbitro: | Buffart |

|  |           |             |
|  | Marcatori | 79’ Lavogez |

| Arbitro: | Cadinot |

| |           |  |
| Viana 21’ (aut.) Hegerberg 24’, 32’ Morgan 37’, 51’ Kumagai 43’ (rig.) Le Sommer 46’, 59’ Renard 68’ | Marcatori |  |

| Arbitro: | Guillemin |

|                                        |           |  |
| Le Sommer 13’ Hegerberg 27’ Morgan 28’ | Marcatori |  |

| Arbitro: | Beyer |

|  |           |                                          |
|  | Marcatori | 39’ Hegerberg 52’ Mbock Bathy 57’ Renard |

### Coppa di Francia
| 7 gennaio 2017, ore --:-- CET 2º turno federale                                                                    | ETG Ambilly | 0 – 8 referto                                                                    | Olympique Lione |  |
| \| \| \| \| \| \| Marcatori \| 6’, 75’ Cascarino 11’ Petit 19’ Bremer 51’, 60’ Kumagai 69’ Hamraoui 77’ Norheim \| |             |                                                                                  |                 |  |
| |             |                                                                                  |                 |  |
| | Marcatori   | 6’, 75’ Cascarino 11’ Petit 19’ Bremer 51’, 60’ Kumagai 69’ Hamraoui 77’ Norheim |                 |  |

| Arbitro: | Bourquin |

|                                                      |           |  |
| Le Sommer 20’ Hamraoui 22’ Lavogez 42’, 57’ Kaci 83’ | Marcatori |  |

| Saint-Brieuc 19 febbraio 2017, ore 16:40 CET Ottavi di finale                           | Guingamp  | 0 – 5 referto                                         | Olympique Lione | Stadio Fred Aubert (800 spett.) |
| \| \| \| \| \| \| Marcatori \| 67’, 84’, 88’ Bremer 89’ Lavogez 90+5’ (rig.) Kumagai \| |           |                                                       |                 |                                 |
|                                                                                         |           |                                                       |                 |                                 |
|                                                                                         | Marcatori | 67’, 84’, 88’ Bremer 89’ Lavogez 90+5’ (rig.) Kumagai |                 |                                 |

| Arbitro: | Buffart |

|                                                       |           |  |
| Bremer 31’ Morgan 37’, 63’, 78’ Hamraoui 73’ Dali 87’ | Marcatori |  |

| Hénin-Beaumont 16 aprile 2017, ore 15:00 CEST Semifinale                                                         | Hénin-Beaumont | 0 – 10 referto                                                                 | Olympique Lione | Stadio Octave Birembaut |
| \| \| \| \| \| \| Marcatori \| 10’, 19’ Le Sommer 20’, 55’, 58’, 63’ Morgan 29’ Majri 51’, 73’, 76’ Hegerberg \| |                |                                                                                |                 |                         |
| |                |                                                                                |                 |                         |
| | Marcatori      | 10’, 19’ Le Sommer 20’, 55’, 58’, 63’ Morgan 29’ Majri 51’, 73’, 76’ Hegerberg |                 |                         |

| Arbitro: | Dallongeville |

|                                                             |                      |                                                                     |
| Cristiane 7’                                                | Marcatori            | 34’ (rig.) Kumagai                                                  |
| Delannoy Delie Périsset Formiga Paredes Boquete Diallo Sarr | Tiri di rigore 6 – 7 | Majri Le Sommer Renard Mbock Bathy Kumagai Marozsán Abily Hegerberg |

### UEFA Women's Champions League
| Arbitro: | Teodora Albon |

|                         |           |                                                              |
| Thorsnes 23’ Hansen 52’ | Marcatori | 7’ (rig.) Kumagai 20’ Le Sommer 48’, 62’ Abily 86’ Hegerberg |

| Arbitro: | Zuzana Kováčová |

|                                                         |           |  |
| Renard 3’ Marozsán 41’ Cascarino 59’ Le Sommer 64’, 74’ | Marcatori |  |

| Arbitro: | Esther Azzopardi |

|                                                                                      |           |  |
| Le Sommer 22’, 35’ Mbock Bathy 26’ Hegerberg 29’, 30’, 41’ Tarrieu 90’ Lavogez 90+3’ | Marcatori |  |

| Arbitro: | Marte Sørø |

|  |           |                                                                                        |
|  | Marcatori | 18’, 39’ Abily 20’ Seger 42’ Kumagai 62’, 63’ Lavogez 64’ Tarrieu 80’ Renard 88’ Petit |

| Arbitro: | Jana Adámková |

|  |           |                        |
|  | Marcatori | 62’ Abily 74’ Marozsán |

| Arbitro: | Monika Mularczyk |

|  |           |                          |
|  | Marcatori | 82’ (rig.) Graham Hansen |

| Arbitro: | Katalin Kulcsár |

|             |           |                                              |
| Asllani 10’ | Marcatori | 2’ (rig.) Kumagai 16’ Marozsán 68’ Le Sommer |

| Arbitro: | Esther Staubli |

|  |           |           |
|  | Marcatori | 57’ Lloyd |

| Arbitro: | Bibiana Steinhaus |

|                                                                    |                      |                                                                     |
| Majri Le Sommer Renard Mbock Bathy Kumagai Marozsán Abily Bouhaddi | Tiri di rigore 7 – 6 | Cristiane Delannoy Geyoro Delie Formiga Boquete Lawrence Kiedrzynek |

## Statistiche

### Statistiche di squadra
| Competizione     | Punti | In casa | In casa | In casa | In casa | In casa | In casa | In trasferta | In trasferta | In trasferta | In trasferta | In trasferta | In trasferta | Totale | Totale | Totale | Totale | Totale | Totale | DR   |
| Competizione     | Punti | G       | V       | N       | P       | Gf      | Gs      | G            | V            | N            | P            | Gf           | Gs           | G      | V      | N      | P      | Gf     | Gs     | DR   |
| ---------------- | ----- | ------- | ------- | ------- | ------- | ------- | ------- | ------------ | ------------ | ------------ | ------------ | ------------ | ------------ | ------ | ------ | ------ | ------ | ------ | ------ | ---- |
| Division 1       | 63    | 11      | 11      | 0       | 0       | 63      | 4       | 11           | 10           | 0            | 1            | 40           | 2            | 22     | 21     | 0      | 1      | 103    | 6      | +97  |
| Coppa di Francia | -     | 2       | 2       | 0       | 0       | 11      | 0       | 3            | 3            | 0            | 0            | 23           | 0            | 6      | 5      | 1      | 0      | 35     | 1      | +34  |
| Champions League | -     | 4       | 2       | 0       | 2       | 13      | 2       | 4            | 4            | 0            | 0            | 19           | 3            | 9      | 6      | 1      | 2      | 32     | 5      | +27  |
| Totale           | -     | 17      | 15      | 0       | 2       | 87      | 6       | 18           | 17           | 0            | 1            | 82           | 5            | 37     | 32     | 2      | 3      | 170    | 12     | +158 |

### Andamento in campionato
| Giornata  | 1 | 2 | 3 | 4 | 5 | 6 | 7 | 8 | 9 | 10 | 11 | 12 | 13 | 14 | 15 | 16 | 17 | 18 | 19 | 20 | 21 | 22 |
| --------- | - | - | - | - | - | - | - | - | - | -- | -- | -- | -- | -- | -- | -- | -- | -- | -- | -- | -- | -- |
| Luogo     | T | C | T | C | T | C | C | T | C | T  | C  | C  | T  | T  | C  | T  | C  | T  | T  | C  | T  | C  |
| Risultato | V | V | V | V | V | V | V | V | V | V  | P  | V  | V  | V  | V  | V  | V  | V  | V  | V  | V  | V  |
| Posizione | 1 | 1 | 1 | 1 | 1 | 1 | 1 | 1 | 1 | 1  | 1  | 1  | 1  | 1  | 1  | 1  | 1  | 1  | 1  | 1  | 1  | 1  |

Legenda:

Luogo: C = Casa; T = Trasferta. Risultato: V = Vittoria; N = Pareggio; P = Sconfitta.

### Statistiche delle giocatrici
| Giocatore            | Division 1 | Division 1 | Division 1  | Division 1 | Coppa di Francia | Coppa di Francia | Coppa di Francia | Coppa di Francia | Champions League | Champions League | Champions League | Champions League | Totale   | Totale | Totale      | Totale     |
| Giocatore            | Presenze   | Reti       | Ammonizioni | Espulsioni | Presenze         | Reti             | Ammonizioni      | Espulsioni       | Presenze         | Reti             | Ammonizioni      | Espulsioni       | Presenze | Reti   | Ammonizioni | Espulsioni |
| -------------------- | ---------- | ---------- | ----------- | ---------- | ---------------- | ---------------- | ---------------- | ---------------- | ---------------- | ---------------- | ---------------- | ---------------- | -------- | ------ | ----------- | ---------- |
| C. Abily             | 19         | 10         | 0           | 0          | 2                | 0                | 0                | 0                | 9                | 5                | 1                | 0                | 30       | 15     | 1           | 0          |
| S. Bouhaddi          | 17         | -5         | 0           | 0          | 0                | 0                | 0                | 0                | 9                | -4               | 0                | 0                | 26       | -9     | 0           | 0          |
| P. Bremer            | 18         | 4          | 0           | 0          | 3                | 5                | 0                | 0                | 7                | 0                | 1                | 0                | 28       | 9      | 1           | 0          |
| K. Buchanan          | 8          | 0          | 1           | 0          | 4                | 0                | 0                | 0                | 5                | 0                | 0                | 0                | 17       | 0      | 1           | 0          |
| D. Cascarino         | 6          | 0          | 0           | 0          | 1                | 2                | 0                | 0                | 2                | 1                | 0                | 0                | 9        | 3      | 0           | 0          |
| K. Dali              | 2          | 0          | 0           | 0          | 4                | 1                | 0                | 0                | -                | -                | -                | -                | 6        | 1      | 0           | 0          |
| M. Gérard            | 5          | -1         | 0           | 0          | 6                | -1               | 0                | 0                | 0                | 0                | 0                | 0                | 11       | -2     | 0           | 0          |
| K. Hamraoui          | 9          | 0          | 1           | 0          | 4                | 3                | 0                | 0                | 1                | 0                | 0                | 0                | 14       | 3      | 1           | 0          |
| A. Hegerberg         | 22         | 20         | 0           | 0          | 3                | 3                | 0                | 0                | 8                | 4                | 1                | 0                | 33       | 27     | 1           | 0          |
| J. Henning           | 3          | 0          | 0           | 0          | 5                | 0                | 0                | 0                | 0                | 0                | 0                | 0                | 8        | 0      | 0           | 0          |
| J. Houara-d'Hommeaux | 18         | 2          | 0           | 0          | 3                | 0                | 0                | 0                | 7                | 0                | 0                | 0                | 28       | 2      | 0           | 0          |
| A. Kaci              | 1          | 0          | 0           | 0          | 4                | 1                | 0                | 0                | -                | -                | -                | -                | 5        | 1      | 0           | 0          |
| S. Kumagai           | 19         | 6          | 0           | 0          | 2                | 2                | 0                | 0                | 9                | 3                | 1                | 0                | 30       | 11     | 1           | 0          |
| C. Lavogez           | 15         | 8          | 1           | 0          | 4                | 5                | 1                | 0                | 5                | 3                | 0                | 0                | 24       | 16     | 2           | 0          |
| E. Le Sommer         | 19         | 20         | 0           | 0          | 4                | 3                | 0                | 0                | 9                | 6                | 0                | 0                | 32       | 29     | 0           | 0          |
| A. Majri             | 18         | 6          | 0           | 0          | 2                | 1                | 0                | 0                | 8                | 0                | 0                | 0                | 28       | 7      | 0           | 0          |
| J. Marichaud         | -          | -          | -           | -          | -                | -                | -                | -                | -                | -                | -                | -                | -        | -      | -           | -          |
| D. Marozsán          | 18         | 4          | 0           | 0          | 5                | 0                | 0                | 0                | 9                | 3                | 0                | 0                | 32       | 7      | 0           | 0          |
| G. Mbock Bathy       | 17         | 3          | 0           | 0          | 2                | 0                | 1                | 0                | 7                | 1                | 0                | 0                | 26       | 4      | 1           | 0          |
| A. Morgan            | 8          | 5          | 0           | 0          | 3                | 7                | 0                | 0                | 5                | 0                | 0                | 0                | 16       | 12     | 0           | 0          |
| E. Nayler            | 0          | 0          | 0           | 0          | -                | -                | -                | -                | 0                | 0                | 0                | 0                | 0        | 0      | 0           | 0          |
| A. Norheim           | 0          | 0          | 0           | 0          | 1                | 1                | 0                | 0                | 0                | 0                | 0                | 0                | 1        | 1      | 0           | 0          |
| C. Petit             | 8          | 3          | 0           | 0          | 4                | 1                | 0                | 0                | 3                | 1                | 0                | 0                | 15       | 5      | 0           | 0          |
| J. Piga              | 1          | 0          | 0           | 0          | 2                | 0                | 0                | 0                | 0                | 0                | 0                | 0                | 3        | 0      | 0           | 0          |
| W. Renard            | 16         | 6          | 2           | 0          | 4                | 0                | 0                | 0                | 8                | 2                | 2                | 0                | 28       | 8      | 4           | 0          |
| C. Seger             | 18         | 0          | 1           | 0          | 1                | 0                | 0                | 0                | 7                | 1                | 1                | 0                | 26       | 1      | 2           | 0          |
| M. Tarrieu           | 9          | 3          | 0           | 0          | 2                | 0                | 0                | 0                | 3                | 2                | 0                | 0                | 14       | 5      | 0           | 0          |
| É. Thomis            | 9          | 0          | 0           | 0          | 5                | 0                | 0                | 0                | 2                | 0                | 0                | 0                | 16       | 0      | 0           | 0          |